# Óscar de Jesús Vargas
Óscar de Jesús Vargas Restrepo (Urrao, 22 de marzo de 1964) es un exciclista colombiano, profesional entre los años 1985 y 1995.
Su mayor logro en el circuito europeo fue el tercer lugar logrado en la Vuelta ciclista a España 1989, por detrás de Pedro Delgado y Fabio Parra.

## Palmarés
1986
- Subida a Urkiola

1989
- 1 etapa en la Vuelta a Colombia
- 3.º en la Vuelta a España, el Gran Premio de la Montaña y la clasificación de la combinada

1990
- 2.º en el Campeonato de Colombia de ciclismo en ruta

1995
- Vuelta a Antioquia
- 3.º en el Campeonato de Colombia de ciclismo en ruta

## Resultados en las Grandes Vueltas
| Carrera         | 1985 | 1986 | 1987 | 1988 | 1989 | 1990 | 1991 | 1992 | 1993 | 1994 | 1995 |
| --------------- | ---- | ---- | ---- | ---- | ---- | ---- | ---- | ---- | ---- | ---- | ---- |
| Tour de Francia | -    | -    | Ab.  | -    | -    | 38.º | 48.º | 24.º | -    | -    | -    |
| Giro de Italia  | -    | -    | -    | -    | -    | -    | -    | -    | -    | -    | -    |
| Vuelta a España | -    | -    | 5º   | Ab.  | 3.º  | Ab.  | Ab.  | 45.º | -    | -    | -    |
| Mundial en Ruta | -    | -    | Ab.  | -    | Ab.  | -    | -    | Ab.  | -    | -    | Ab.  |

-: No participa

Ab.: Abandono

X: Ediciones no celebradas

## Equipos
- Kelme (1985-1986)
- Manzana Postobón (1987-1991)
- Amaya Seguros (1992)
- Aguardiente Antioqueño-Lotería de Medellín (1993-1995)